# Ja'akov Edri
Ja'akov Edri (hebrejsky: יעקב אדרי, * 25. listopadu 1950) je izraelský politik a bývalý poslanec Knesetu za stranu Kadima. V minulosti zastával funkce ministra zdravotnictví, absorpce imigrantů, ministra pro rozvoj Negevu a Galileje a ministra bez portfeje.

## Biografie
Narodil se v Maroku a do Izraele emigroval v roce 1959. V letech 1989–2003 byl starostou města Or Akiva, kde v současnosti žije. V roce 2003 se stal poslancem za stranu Likud. 10. března 2003 byl jmenován náměstkem ministra vnitřní bezpečnosti. Koncem listopadu 2005 rezignoval na svou funkci a připojil se ke nově vzniklé straně Kadima. 18. ledna 2006 byl jmenován ministrem zdravotnictví a ministrem rozvoje Negevu a Galileje. 27. července 2006 byl jmenován ministrem pro záležitosti Jeruzaléma. V rámci změn ve vládě v červenci 2007 se pak stal ministrem pro absorpce imigrantů a ministrem rozvoje Galileje a Negevu.
25. února 2007 mu byla přidělena zodpovědnost za oslavy 60. výročí vzniku Státu Izrael. V prosinci 2012 oznámil, že nebude kandidovat v předčasných volbách do Knesetu v lednu 2013.